# Joseph Piatek
Pour les articles homonymes, voir Piatek.
Joseph Piatek était un footballeur français, né le 9 mars 1931 à Évin-Malmaison (Pas-de-Calais) et mort le 18 octobre 1999 à Leforest (Pas-de-Calais).
Il évoluait au poste de milieu de terrain.

## Clubs
- 1952-1953 :  Lille OSC (D1) : 4 matchs, 0 but[2]
- 1953-1954 :  Lyon (D2) : 20 matchs, 0 but
- 1954-1955 :  Grenoble (D2) : 32 matchs, 1 but
- 1955-1956 :  Grenoble (D2) : 28 matchs, 5 buts
- 1956-1957 :  Grenoble (D2) : 32 matchs, 3 buts
- 1957-1958 :  Grenoble (D2) : 37 matchs, 6 buts
- 1958-1959 :  Grenoble (D2) : 36 matchs, 7 buts
- 1959-1960 :  Boulogne (D2) : 37 matchs, 5 buts
- 1960-1961 :  Boulogne (D2) : 33 matchs, 1 but
- 1961-1962 :  Boulogne (D2) : 5 matchs, 1 but